# Андрій Вишневецький
Андрій Вишневецький (1528 — 1584) — руський магнат, князь гербу Корибут, політичний та військовий діяч Великого князівства Литовського й Речі Посполитої.

## Життєпис
Походив з князівського та магнатського роду Вишневецьких. Син Івана Вишневецького та Анастасії Олізарович.
Про молоді роки мало відомостей. Уперше князь Андрій згадується у документі, датованому 1554 роком: спільно з молодшим братом Костянтином зобов'язався дати пану Ходкевичу на викуп з татарського полону своєї тітки княгині Марини 600 кіп грошей, на ту суму уступає йому маєток Сейни.
10 травня 1561 р. Сигізмунд Август наказує князям Андрію, Костянтину та Максиму Вишневецьким з'явитися до замка Зелборк 15 травня до війська гетьмана Миколи Радзивілла в зв'язку з війною з Лівонією. 
1562 р., 15 квітня Сигізмунд Август наказує князям Андрію, Костянтину і Максиму Вишневецьким з'явитися до замку Речиця до війська луцького і брацлавського старости кн. Богуша Корецького у зв'язку з війною з Московською державою. Того ж року оженився з удовою Яна Завіши, взявши під опіку пасинка Андрія Яна.
1564 рік: успадкував родинні землі після смерті брата Дмитра «Байди»; був серед магнатів ВКЛ, хто відмовився від своїх виняткових привілеїв у судовій сфері. Будучи власником значних маєтностей, згідно з описом війська литовського за 1564 рік, князь Андрій Вишневецький зі своїх волинських і литовських маєтків зобов'язувався виставляти до армії власним коштом 71 кіннотника, з них 57 важкоозброєних (гусарів) і 14 легкоозброєних (козаків).
1568 рік стає каштеляном волинським. 1569 року обирається разом з князями Костянтином Василем Острозьким, Романом Санґушком, Олександром Чорторийським, Костянтином Вишневецьким, Андрієм Капустою послом від магнатів та шляхти українських земель на з'їзд у Любліні. Разом з іншими зміг домогтися рівності прав української шляхти, вільного віросповідання, збереження дії Другого Литовського Статуту на українських землях, гарантії цілісності воєводств, непорушності місцевих традицій та вживання у діловодстві та публічному спілкуванні староукраїнської мови. Підписав разом з іншими згоду на унію та утворення Речі Посполитої.
1570 року починається конфлікт за землі з Андрієм Курбським, тривав з перемінним успіхом, відбувались збройні сутички, судові засідання. У 1572 році став воєводою брацлавським (турбота — захист українських земель від татар).
Брав участь в обранні Генріха Валуа королем, розробці так званих «Генріхових артикулів». 1574 року А.Вишневецький начебто здолав Курбського — король Генріх I видав універсал на користь Андрія Вишневецького; незабаром Генріх втік з Польщі, тому Андрій Курбський не став виконувати королівське рішення. Новий король Стефан Баторій 1575 року ухвалив компромісне рішення.
1576 р. призначений воєводою волинським. Наступного — 1577 — р. не зміг відбити напад значного загону татар на Вишневець, який був суттєво зруйнований. 1582 р. за його сприяння було відбудовано родинний замок.
Брав участь у Лівонській війні 1558—1583 років проти Московського царства. У 1581 році під час походу короля Стефана Баторія відзначився під час облоги Пскова.
1580 р. отримав у керування староства луцьке, любецьке, лоївське. 16 листопада 1580 р. отримав у довічне володіння землі останніх двох староств, що разом з посадою воєводи волинського перетворило його на найвпливовішу людину Волині.
Помер у 1584 році.

## Родина
Дружина — Еуфимія Вербицька (Вержбіцка, 1539—1589), донька Єжи Вербицького і небога Вацлава Вербицького, єпископа Жмудського
Діти:
- Ганна (1569—1595) — дружина Миколи Сапіги, воєводи вітебського.
- Софія (1568—1619) — дружина Яна Паца, воєводи мінського (1), Кшиштофа Вацлава Шемета, старости росенського (2).
- Ізабела (д/н—після 1612) — дружина Юрія (Єжи) Чарторийського (1), каштеляна волинського Івана Лагодовського
- Гальшка Евфимія (1569—1596) — дружина Миколи Христофора Радзивілла (Сирітки)
- Дмитро
- Костянтин

## Власність
Олексинці